# Híbrido citoplasmático
Un híbrido citoplasmático (o cíbrido, un portmanteau de las dos palabras) es una línea de célula eucariota producida por la fusión de una célula entera con un citoplasto. Los citoplastos son células enucleadas. Esa enucleación puede efectuarse por aplicación simultánea de fuerza centrífuga de la célula con un agente que rompe el citoesqueleto.  Un caso especial de cíbrido es la formación de células rho-cero como socias de la célula entera en la fusión. Las células rho-cero son células a las cuales se les quitó su ADN mitocondrial por incubación prolongada conbromuro de etidio, un químico inhibidor de la replicación de ADN mitocondrial. Las células rho-cero retienen mitocondrias y puede crecer en medio de cultivos ricos con suplementos seguros. Y, retienen su genoma nuclear propio. Un cíbrido es entonces una célula híbrida que mezcla los genes nucleares de una célula con los genes mitocondriales de otra célula. Utilizando esta herramienta potente,  lo haga posible para disociar contribución de los genes mitocondriales vs aquello de los genes nucleares.
Los cíbridos son valiosos en estudios mitocondriales y han proporcionado evidencia de implicación mitocondrial en la enfermedad de Alzheimer, Parkinson, y otras condiciones.

## Asuntos legales
Los estudios que utilizan cíbridos han sido disputados debido a aspectos éticos de esas investigaciones. Recientemente,el Parlamento Británico aprobó la Ley de Fertilización Humana y Acta de Embriología 2008, el cual permite la creación de embriones mixtos humanos-animales, solo para propósitos médicos. Tales cíbridos son 99,9% humano y 0,1% animal. Un cíbrido puede ser mantenido por un máximo de 14 días, a causa del desarrollo del cerebro y cordón espinal, después de tal tiempo el cíbrido debe ser destruido. Durante el periodo de dos semanas, las células madres pueden cosecharse del cíbrido, para investigaciones o propósitos médicos. En ninguna circunstancia, podrá un cíbrido ser implantado a un útero humano.

## Otras lecturas
- «Embryology Bill: The key points». 9 de mayo de 2008.

- Embriología y Fertilización humanas Acto en Wellcome.

- Fox, Marie (diciembre de 2009). «The human fertilisation and embryology act 2008: tinkering at the margins». Feminist Legal Studies (Springer) 17 (3): 333-344. diciembre de 2009. doi:10.1007/s10691-009-9129-2.  (3): 333–344. doi:10.1007/s10691-009-9129-2.

- «Did Secularism Win Out? The Debate Over the Human Fertilisation and Embryology Bill». Political Quarterly 80 (1): 67-75. 2009. doi:10.1111/j.1467-923X.2009.01959.x.  (1): 67–75.